# Avellino
Avellino ist eine italienische Provinzstadt mit 52.121 Einwohnern (Stand 31. Dezember 2023). Sie liegt im Süden des Landes in der Region Kampanien 40 km östlich von Neapel und ist Hauptstadt der Provinz Avellino sowie Bischofssitz.
Die Nachbargemeinden sind Aiello del Sabato, Atripalda, Capriglia Irpina, Contrada, Grottolella, Manocalzati, Mercogliano, Monteforte Irpino, Montefredane, Ospedaletto d’Alpinolo und Summonte.

## Geschichte

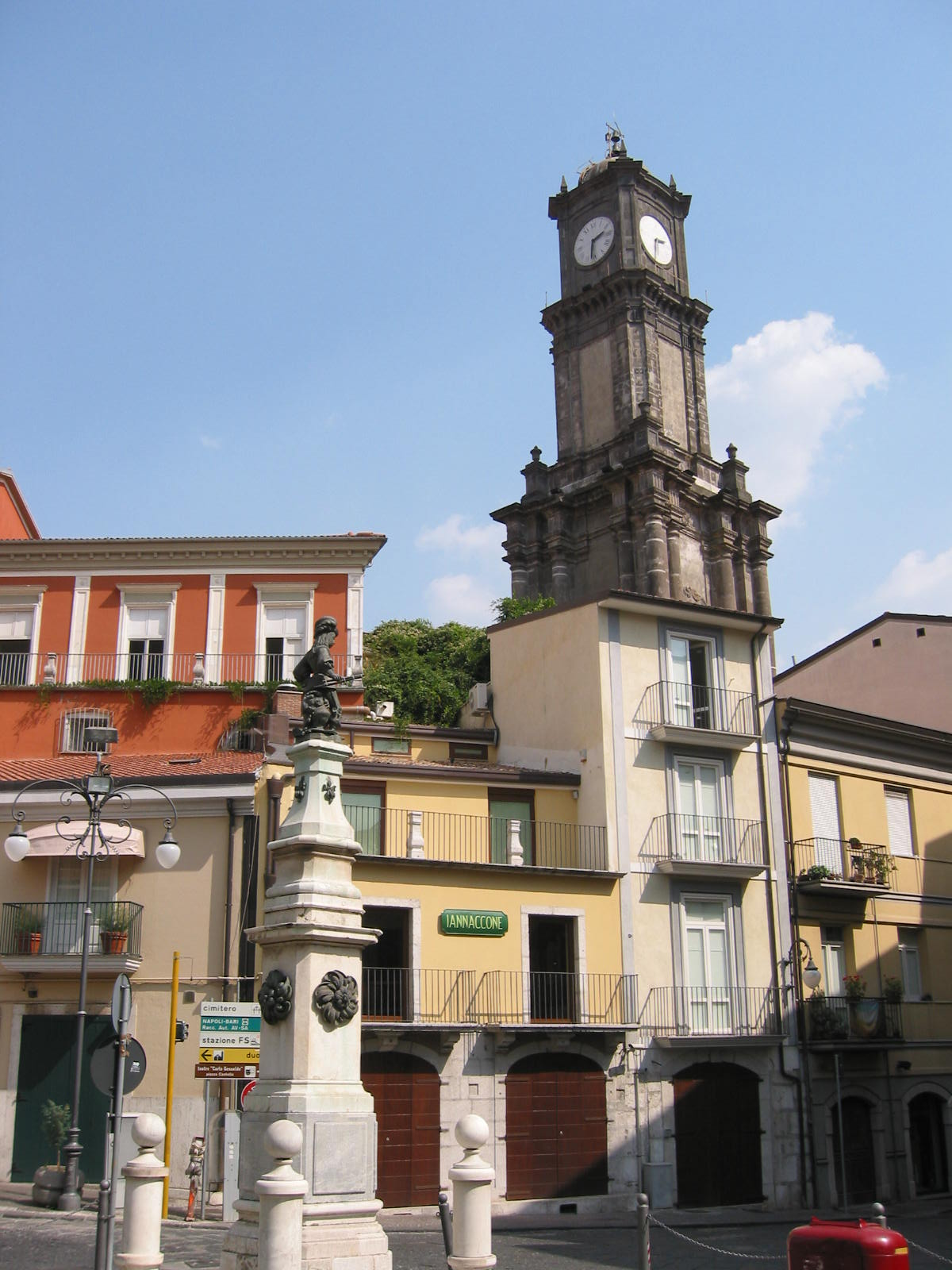
Altstadt von Avellino

Aus vorgeschichtlicher Zeit ist ein katastrophaler Ausbruch des Vesuv bekannt, der etwa um 1770 v. Chr. das Gebiet des heutigen Avellino mit einer dicken Ascheschicht bedeckte. Bei Ausgrabungen fand man unterhalb dieser Schicht Reste von Häusern, Artefakte und Skelette, die eine bronzezeitliche Besiedlung belegen.
Vor der römischen Eroberung war das etwa 3 km vom heutigen Avellino entfernt gelegene antike Abellinum vermutlich ein samnitisches Zentrum. Es war ein bedeutender Wegpunkt an der historischen Verbindungsstraße von Salerno nach Benevent.
Nach den gotischen und vandalischen Invasionen des 5. Jahrhunderts nach Christus kam Avellino unter langobardische Herrschaft, eine Burg wurde auf dem „Terra“-Hügel östlich der Stadt erbaut. Im frühen Mittelalter war Avellino dann Teil des Herzogtums Benevent und später Teil des Fürstentums Salerno.
Um 1100, während der normannischen Herrschaft erlangte Riccardo dell’Aquila die Herrschaft der Stadt. Diese war später zeitweise die Residenz Kaiser Friedrichs II. König Karl von Anjou wies die Stadt der Familie Montfort zu, auf die noch weitere Familien folgten.
1581 erwarb der neapolitanische Patrizier Don Marino I. Caracciolo, Herzog von Atripalda, Feudalrechte an der Stadt und wurde 1589 Fürst von Avellino. Avellino wurde zum Familiensitz der Caracciolos. Die Söhne und Enkel Don Marinos wurden regierende Kanzler des Königreiches Neapel und Ritter des Ordens des Goldenen Vlieses. Der Enkel Don Marino II (1587–1630) war Förderer von Giambattista Basile. 1694, 1731 und 1805 richteten Erdbeben in Avellino schwere Schäden an.
1820 wurde Avellino zu einem Zentrum revolutionärer Aufstände. Die Einigung Italiens etwa fünfzig Jahre später brachte jedoch ebenfalls nicht die erhofften positiven Reformen für Avellino. Immerhin erhielt Avellino einen Bahnanschluss, der fast im nahe gelegenen Atripalda gelegene Bahnhof konnte jedoch nicht die Küstenferne kompensieren.
1943 bombardierten alliierte Flugzeuge die Stadt, das Ziel war ein deutscher Panzerverband.
Auch Avellino wurde während des heftigen Erdbebens vom 23. November 1980 stark zerstört. Allerdings setzte recht bald ein moderner Wiederaufbau ein.

## Stadtbild

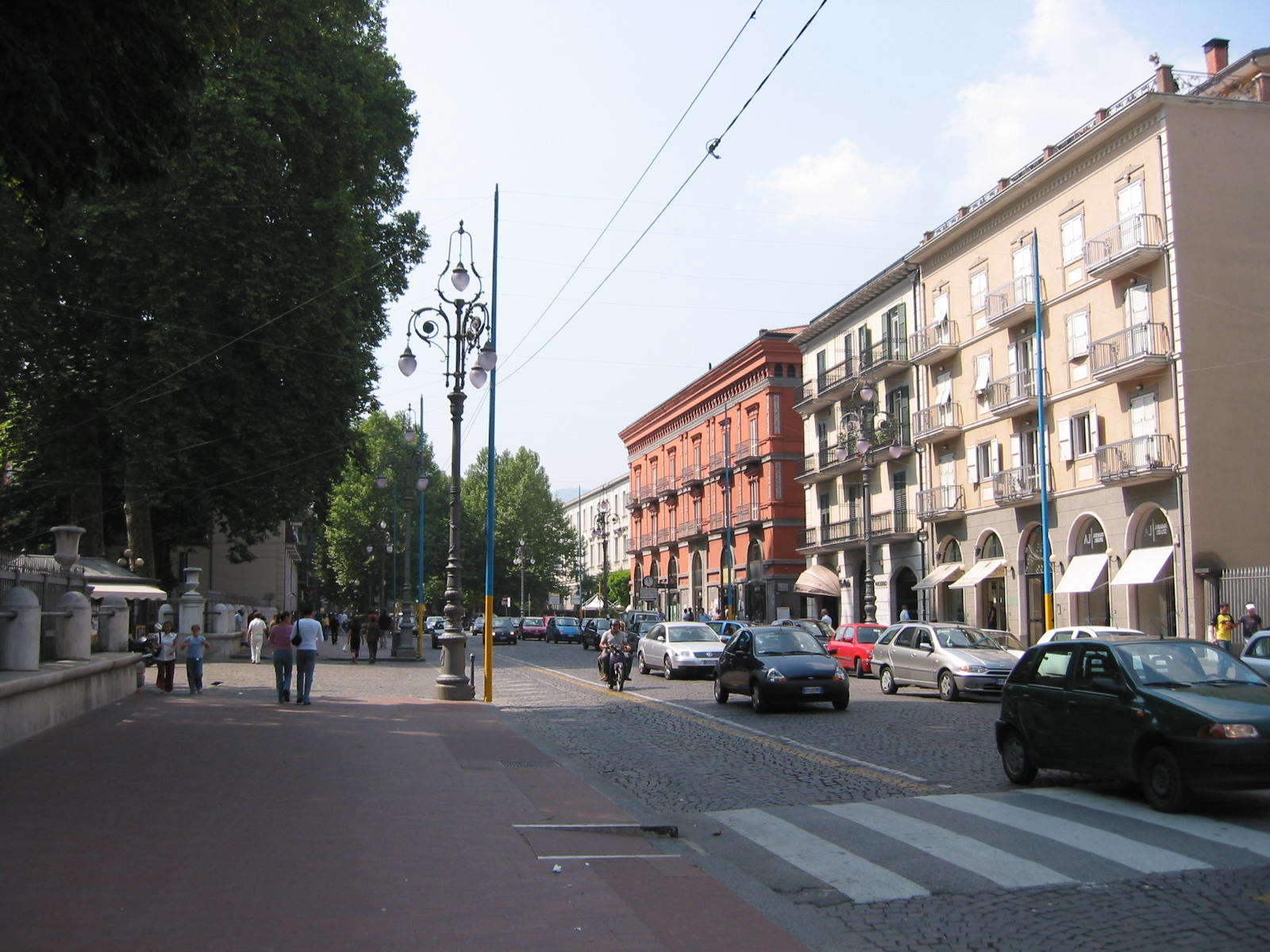
Corso Vittorio Emanuele

Avellino weist einen erstaunlich hohen Anteil an Parks und Alleen auf. Das Stadtbild wirkt gepflegt und ist im Wesentlichen durch wenige Baudenkmäler, einige Ruinen des Erdbebens und zahlreiche Neubauten nach 1980 geprägt. Stadtzentrum ist die Piazza Libertà, an der die Provinzverwaltung und die Gerichte sitzen. Nördlich und östlich des Platzes liegen die vom Erdbeben übriggebliebenen oder wiederaufgebauten Teile der Altstadt. Nördlich liegt die Piazza Kennedy, die parkartig gestaltet ist. Östlich liegt der Dom. Nach Westen führt von der Piazza Libertá der teilweise als Allee ausgeführte Corso Vittorio Emanuele, der das Zentrum der Stadterweiterung im 19. Jahrhundert darstellt. Hier liegen die meisten Geschäfte und die Villa Communale in einem von hohen alten Bäumen bestandenen Park.
Östlich der Altstadt liegt die Ruine des Kastells. Gegenüber dieser Ruine wurde in den 1990er Jahren das neue Theater eingeweiht. Es soll das bisher vernachlässigte östliche Viertel der Stadt aufwerten. Weiter im Osten folgt der Bahnhof. Hier geht die Stadt in die Nachbarstadt Atripalda über.
Die Hänge nördlich der Innenstadt Avellinos sind mit modernen Wohnbauten bebaut, dahinter liegt die Autobahn A16 Neapel–Bari.

## Verkehr
Am östlich der Stadt gelegenen Bahnhof Avellino zweigt die im Personenverkehr nicht mehr betriebene Bahnstrecke Avellino–Rocchetta Sant’Antonio von der Bahnstrecke Salerno–Avellino–Benevento ab.
Im innerstädtischen Personennahverkehr verkehren, nachdem im Jahr 2000 mit den Planungen begonnen wurde und die Baumaßnahmen zwischen 2009 und 2021 durchgeführt wurden, seit dem 4. April 2023 Oberleitungsbusse zwischen dem Wohngebiet Valle im Westen der Stadt und dem Bahnhof. Zuvor gab es bereits zwischen 1947 und 1973 in der Stadt einen Oberleitungsbetrieb.

## Sehenswürdigkeiten

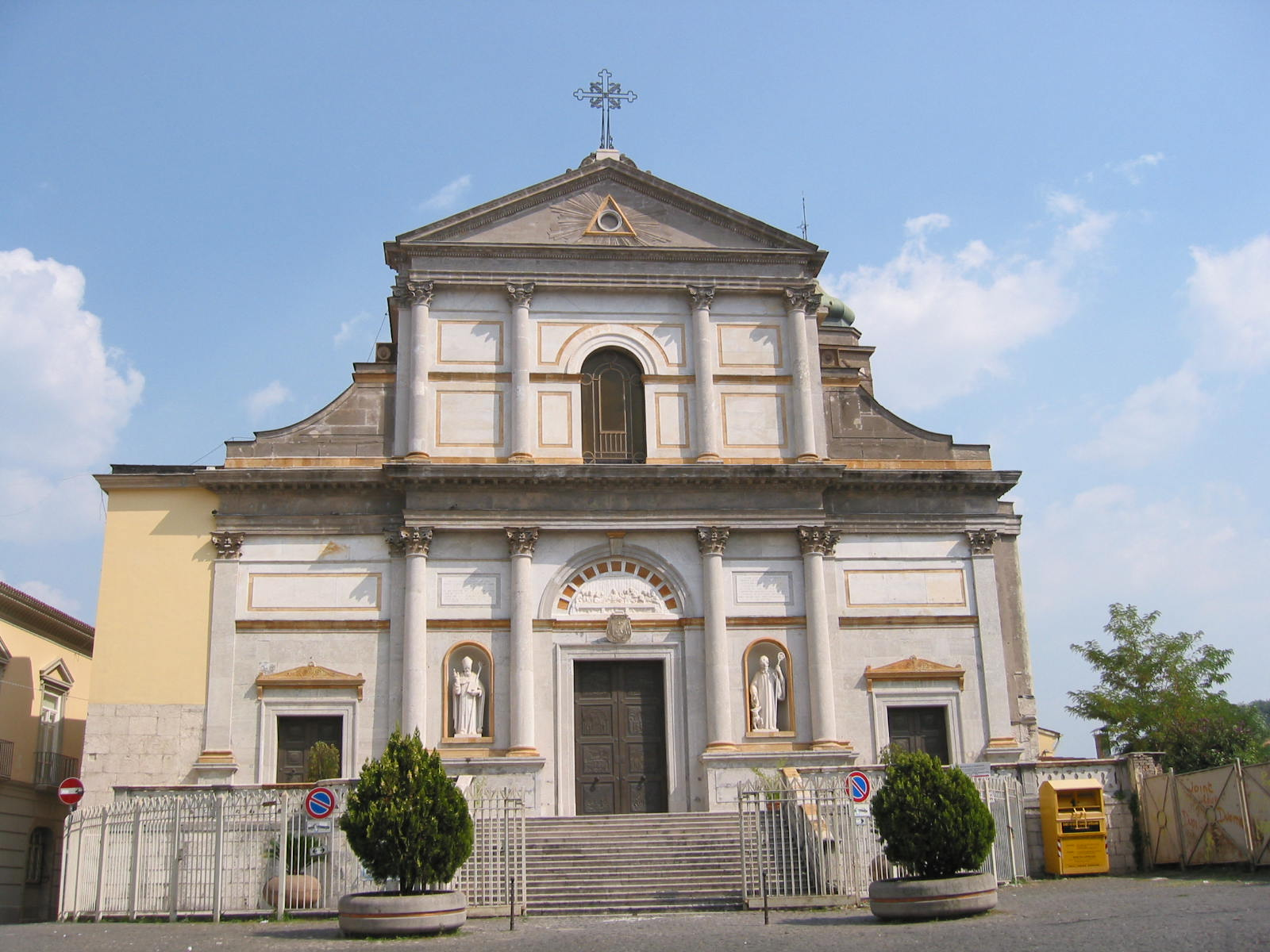
Dom von Avellino

- Kastell, östlich der Innenstadt gelegen. Das Kastell wurde von den Langobarden erbaut, im 18. Jahrhundert durch einen barocken Palast ergänzt und während des Erdbebens 1980 fast vollständig zerstört. Eine Rekonstruktion ist im Gange.
- Der Dom stammt aus dem 12. Jahrhundert. Auch er wurde 1980 fast vollständig zerstört und rekonstruiert. Seine heutige Gestalt lehnt sich an die klassizistischen Umbauten an. Den Zugang zum Dom bildet ein Bronzeportal von Giovanni Sica.
- Kloster Montevergine – das Kloster liegt auf einem 1270 m hohen Berggipfel nordwestlich von Avellino. Die heute barockisierten Bauten wurden ab dem 12. Jahrhundert über einem antiken Kybele-Tempel errichtet.

### Museen
- Lapidario e museo Diocesano
- Galleria nazionale dei Selachoidei (Museum der Haie)
- Museo Archeologico Provinciale Irpino – das Museum enthält u. a. eine archäologische Abteilung mit Fundstücken aus der Irpinia.
- Museo d’Arte
- Museo Zoologico degli Invertebrati «L. Carbone»
- Pinacoteca provinciale

## Sport
US Avellino spielte von 1978 bis 1988 in der höchsten Fußballliga Italiens, der Serie A. Der Basketballverein Felice Scandone Avellino war zwischen 2000 und 2019 ebenfalls in der höchsten italienischen Spielklasse vertreten. Größter Vereinserfolg war der Pokalsieg 2008.

## Söhne und Töchter
- Carlo Romani (1824–1875), Komponist
- Luca Montuori (1859–1952), General und Senator
- Maria Gargani (1892–1973), Gründerin der Suore Apostole del Sacro Cuore
- Oscar D’Agostino (1901–1975), Chemiker
- Charles Gargano (* 1934), US-amerikanischer Unternehmer und Diplomat
- Tekla Famiglietti, O.Ss.S. (1936–2020), Ordensschwester und Generaläbtissin des Erlöserordens
- Bruno Loi (* 1941), General
- Francesco Gnerre (1944–2025), Soziologe
- Giuseppe Cindolo (* 1945), Leichtathlet
- Sabino Iannuzzi (* 1969), Ordensgeistlicher und Bischof von Castellaneta
- Carmen Giannattasio (* 1975), Opernsängerin
- Carmine Tommasone (* 1984), Profiboxer
- Luigi Di Maio (* 1986), Politiker
- Luca Napolitano (* 1986), Popsänger
- BigMama (* 2000), Rapperin

## Trivia
In der HBO-Fernsehserie Die Sopranos liegen die Wurzeln der Familie des Mafia-Bosses Anthony „Tony“ Soprano in Avellino. Tonys Großvater, Corrado Soprano Sen., ein Steinmetz, emigrierte Anfang des 20. Jahrhunderts von Avellino in die Vereinigten Staaten von Amerika. In der Folge Die Frau aus der Vergangenheit erwähnt Junior Soprano: „Das ganze Scheißdorf Avellino hat sich hier niedergelassen.“ Gemeint ist: in Essex County (New Jersey).